# Kamikaze (álbum de Spinetta)
Kamikaze es el quinto álbum de estudio y 15.º con participación decisiva del músico argentino Luis Alberto Spinetta. Grabado entre febrero y marzo, fue lanzado en abril de 1982, coincidiendo con la ocupación militar de las Islas Malvinas realizada el 2 de abril, que llevó a la guerra de las Malvinas. 
De fuerte carácter acústico, el disco reúne temas de diversas épocas, incluyendo "Barro tal vez", una de las primeras canciones de Spinetta, compuesta cuando aún era un adolescente. Su título, Kamikaze, así como la canción de igual nombre y los temas "Águila de trueno" I y II, están referidos al sacrificio y la valoración existencial de esa conducta humana, que en el marco de la Guerra de Malvinas resignificó completamente su contenido. Spinetta se inspiró en el libro Los kamikazes de Fernando Castro.
El álbum ha sido incluido en la posición #24 entre los 100 mejores álbumes del rock argentino por la revista Rolling Stone. "Barro tal vez" ha sido incluida entre las 10 mejores canciones de Spinetta, y fue elegida por Mercedes Sosa para cantarla junto al músico en su último álbum, Cantora. Las canciones "Almendra" y "Quedándote o yéndote" fueron compuestas conjuntamente con su amigo el fotógrafo Eduardo Martí.
En el megarrecital Spinetta y las Bandas Eternas organizado por Luis Alberto Spinetta en 2009 para celebrar sus 40 años en la música, Spinetta interpretó un tema del álbum, "Ella también", junto a Diego Rapoport. En los ensayos para dicho recital, también existió la posibilidad de interpretar la canción "Quedándote o yéndote", aunque finalmente se descartó.
El disco se empezó a grabar en febrero de 1982 en Estudios Del Cielito y fue lanzado en abril del mismo año, con una edición muy pequeña organizada por la discográfica independiente de la revista Mordisco, con mínimo apoyo técnico. Por esa razón el disco fue escasamente conocido a pesar de su reconocida calidad extraordinaria. Fue presentado en Obras el 14 y 15 de agosto, aunque durante su actuación en el Festival de la Solidaridad Latinoamericana, durante la guerra, interpretó dos canciones del álbum: "Barro tal vez" y "Ella también". En 1995, la discográfica BMG, en alianza con la discográfica Mordisco, editaron Kamikaze en formato de CD.

## Contexto

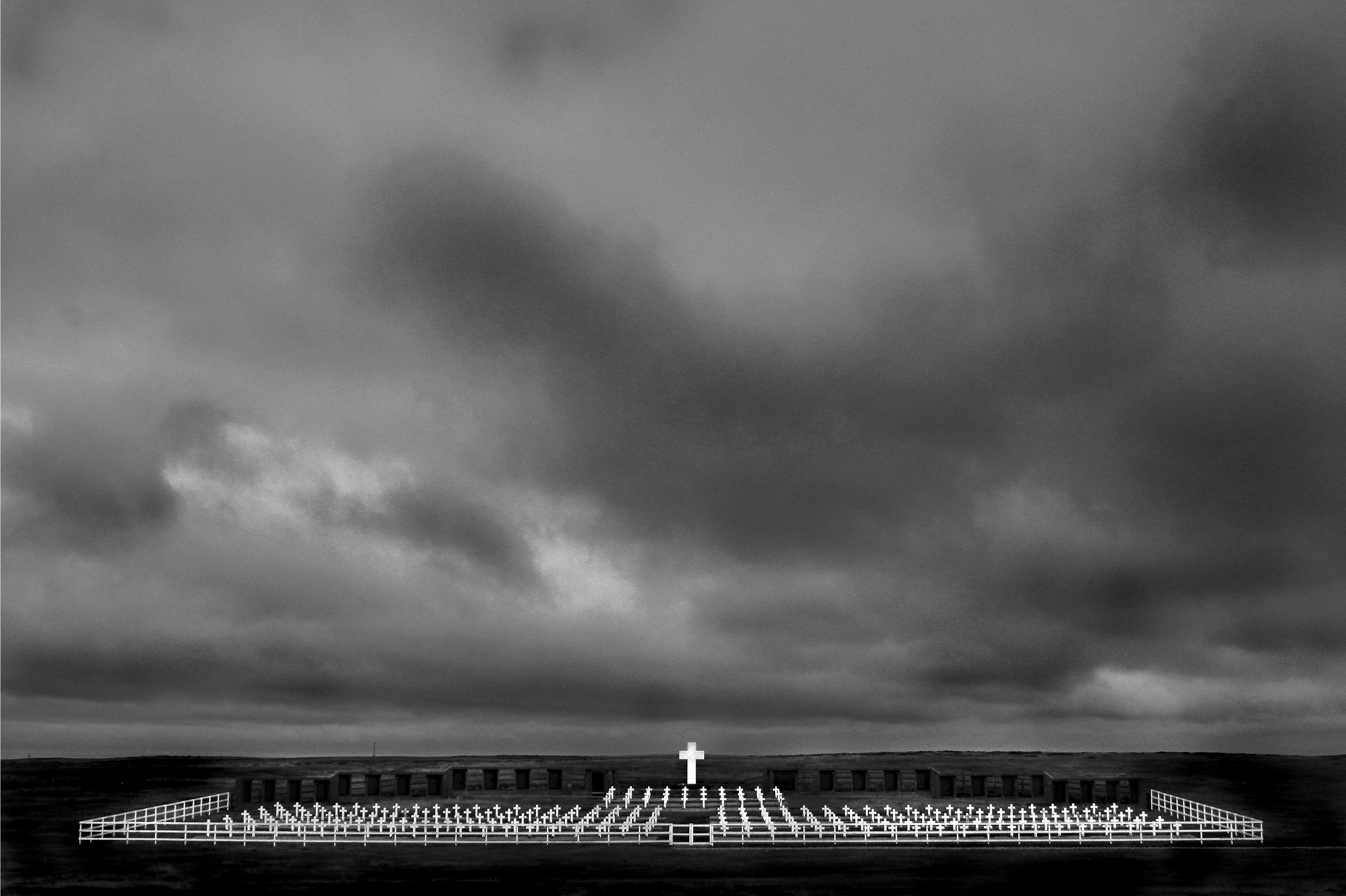
Cementerio argentino en Puerto Darwin, Islas Malvinas. La Guerra de Malvinas (1982) tuvo un enorme impacto en Argentina. Una de sus consecuencias fue una explosión de popularidad del llamado "Rock Nacional".

El 2 de abril de 1982 la dictadura gobernante tomó la decisión de recuperar militarmente las Islas Malvinas, ocupadas militarmente por Gran Bretaña en 1833, en un momento que la militancia por la recuperación de la democracia comenzaba a adquirir proporciones masivas. El hecho tuvo un enorme y complejo impacto en Argentina, de aristas contradictorias. Por un lado llevó a la Guerra de Malvinas (que se extendió hasta el 14 de junio), con su secuela de jóvenes muertos y mutilados, improvisación y derrota. Por otro lado desarticuló completamente las alianzas y la ubicación cultural de Argentina en el mapa mundial, alejándola de Estados Unidos y Europa, y acercándola a América Latina y los países del sur, a la vez de llevar al colapso de la dictadura y abrir el camino a la recuperación de la democracia. En ese contexto, el "rock nacional" argentino, largamente reprimido y sospechado, tuvo una explosión de popularidad y difusión masiva por los medios de comunicación.
Spinetta se expresa con contundencia y aparece en primer plano durante la Guerra de Malvinas: lanza un álbum solista, Kamikaze -que había grabado antes del 2 de abril-, da un recital con Spinetta Jade en el Teatro Premier que cuenta con la participación de Pappo y participa del Festival de la Solidaridad Latinoamericana realizado en Obras Sanitarias ante 60 000 personas. Su postura fue categóricamente contra la guerra y la muerte de personas:

No concibo la posibilidad de que los hombres se maten, ni por inmolación, ni para beneficio de la guerra, ni jugando a los dados o la ruleta rusa, ni en la calle, ni en los accidentes.
Luis Alberto Spinetta

Pero al mismo tiempo, con su alegoría sobre los kamikazes japoneses y los temas "Águila de trueno" I y II, dedicadas al líder indígena Túpac Amaru II, expresó la complejidad del momento y la necesidad de no degradar y deshonrar el sacrificio de los derrotados, en beneficio de los poderosos del mundo.
Spinetta sintetizaba esta postura con un mensaje en el sobre interior del álbum:

Vivimos calificando entre los rubros de nuestra ignorancia. Por eso admiro profundamente la decisión de aquellos jóvenes kamikazes, al margen de la abominación de la guerra.
Luis Alberto Spinetta (sobre interno de Kamikaze)

## El álbum

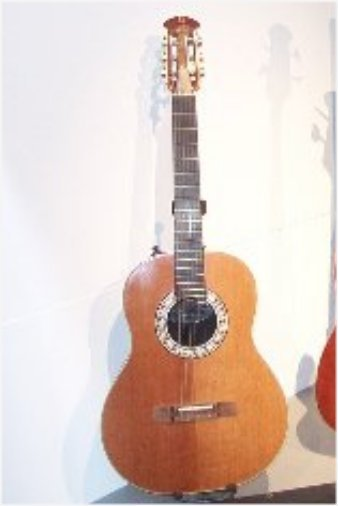
Guitarra Ovation Clásica 1613, perteneciente a Roger Waters, similar a la que usó Luis Alberto Spinetta para grabar Kamikaze, un álbum acústico en el que esta guitarra fue el instrumento central. Spinetta usa el modelo Legend 1617

Con un sonido predominántemente acústico e intimista, el disco reúne temas de diversas épocas, incluyendo "Barro tal vez", una de las primeras canciones de Spinetta, cuando aún era un adolescente. 

... canciones que por esto o aquello quedaron fuera de álbumes de diversos proyectos musicales que fueron desde 1965 a 1978 y ahora se van... Por suerte han escapado también de las reediciones baratas, tan en boga últimamente, que sólo utilizan vieja producción a muy bajo costo y muy poco interés por ofrecer una buena selección y buenas tapas, etcétera.
Luis Alberto Spinetta (sobre interior del álbum Kamikaze)

Su título, Kamikaze, así como la canción de igual nombre y los temas "Águila de trueno" I y II, están referidos al sacrificio y la valoración existencial de esa conducta humana, que en el marco de la Guerra de Malvinas resignificó completamente su contenido. Spinetta se inspiró en el libro Los kamikazes de Fernando Castro.
A través del concepto de «kamikaze», Spinetta aborda un significado multidimensional, desde el papel de la pasión en la vida hasta el sacrificio, pasando por el acto de morir por una causa, la resistencia del artista a las imposiciones y tentaciones comerciales y del público, como al riesgo que implica la creación. En el manifiesto que el propio Spinetta escribe en el sobre del disco, trata de sintetizar esta visión con una pregunta:

¿Lamentablemente no hay más Kamikazes de la vida creativa?
Luis Alberto Spinetta (sobre interno del álbum Kamikaze)

A raíz de esa pregunta, Juan Carlos Diez, en su libro Martropía: conversaciones con Spinetta, de 2006, registra la siguiente conversación sobre el álbum, en la que Spinetta se reconoce a sí mismo como un kamikaze:

- JCD: En el texto que escribiste para tu álbum "Kamikaze", de 1982, te preguntás si ya no hay más kamikazes de la vida creativa.

- Spinetta: Si. El término "kamikaze" está utilizado para gente que se juegue por lo creativo. Es una pregunta que hice y creo que hay ese tipo de kamikazes, aunque me da la sensación de que cada vez menos. Ahora lo más estándar y lo más seguro es lo que pega con la gente. Y, en general, a través de esas ideas no se provocan hechos artísticos. No es que los guíe una intención mala, sino que simplemente no hay ningún resultado musicalmente bueno.

- JCD: ¿Vos te considerás un kamikaze?

- Spinetta: La del kamikaze creativo es una visión romántica. Aunque un disco como "Kamikaze" es un disco bastante kamikaze, por los temas que tiene. Pero eso fue antes y después de aquel disco. En última instancia, siempre fui un kamikaze creativo, pero por tomar decisiones en ciertas y determinadas cosas. Por lo tanto, simplemente me limito a seguir ese curso de acción. No me detuve a pensar en otras formas más allá de mi deseo artístico. Y si eso me hace ser medio kamikaze, bueno, debe ser así, pero no es que me lo proponga sino que sigo de cerca los acontecimientos. No podría cambiar esas cosas de mi vida.

En otro reportaje, Spinetta vuelve a profundizar sobre el sentido de Kamikaze:

- Periodista: ¿El kamikaze es el que se la juega solo por la suya?

- Spinetta: Y se juega por la pasión de lo suyo. Muere por esa pasión: el rockero con su viola y el médico con su bisturí. No quiero no sentir pasión por lo que estoy haciendo, o hacerlo por un simple y determinado compromiso con la gente. Ese es el gran error. Acá, en la guerra de las Malvinas, sé de posta que hubo kamikazes. Pero dejá de lado el plano bélico y ponelo como energía de polenta, aplicalo a la creación, a luchar contra la mediocridad y contra la destrucción del mundo.

Definiendo el disco, el crítico de cine José Miccio ha dicho de Kamikaze:

Del despojamiento del cuerpo, de la suspensión del pensamiento, de la ascesis artística, del abandono de lo inesencial; de esas cosas, y de la calma, trata este disco.
José Miccio

El disco tiene un sonido acústico, íntimo y minimalista. Los temas son interpretados por Spinetta con una guitarra acústica Ovation clásica (dúo de Ovation en "Almendra" con Eduardo Martí), acompañado por el piano o los teclados de Diego Rapoport, sin bajo ni batería, y una mínima percusión, a cargo de David Lebón. Humorísticamente, Spinetta hace figurar al Dr. Rythm, una de las primeras marcas de máquinas productoras de ritmos, como intérprete en los temas "Águila de trueno Parte II" y "Y tu amor es una vieja medalla". El sonido acústico decidido por Spinetta para el álbum, le da unidad y coherencia musical e ideológica, a la vez que hizo de Kamikaze, un verdadero "kamikaze creativo", en un momento que la música rock argentina emprendía caminos con uso intensivo de instrumentos eléctricos y electrónicos, desde los primeros grupos metaleros como Riff y V8, hasta los nuevos sonidos tecno-pop que estaban desarrollando bandas nuevas como Los Encargados, Virus y Soda Stereo, mientras Charly García iniciaba su carrera solista con un sonido apoyado en sintetizadores y baterías electrónicas.
El álbum ha sido incluido en la posición #24 entre los 100 mejores álbumes del rock argentino por la revista Rolling Stone. "Barro tal vez" ha sido incluida entre las 10 mejores canciones de Spinetta, y fue elegida por Mercedes Sosa para cantarla junto al músico en su último álbum, Cantora.
En el megarrecital Spinetta y las Bandas Eternas organizado por Luis Alberto Spinetta en 2009 para celebrar sus 40 años en la música, Spinetta interpretó un tema del álbum, "Ella también", junto a Diego Rapoport.

## La portada y gráficas

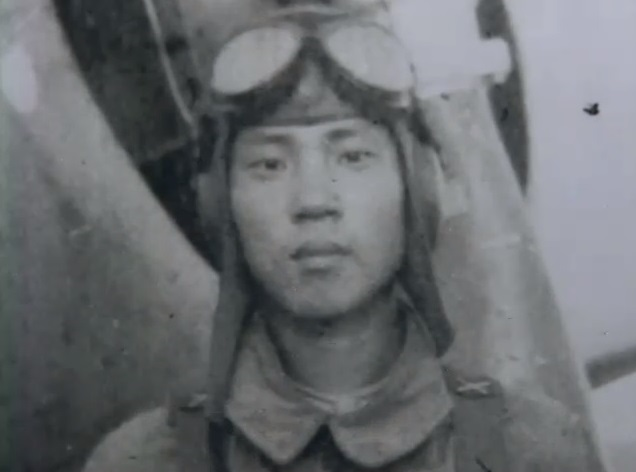
Foto del piloto kamikaze japonés Masaaki Okawa. Spinetta colocó una imagen de un piloto kamikaze en la estampa del lado B del disco original. También recurrió a una imagen de pilotos kamikaze sobre un mapa, para publicitar la presentación del álbum en Obras.

El sobre que integra la portada del disco original está diseñado a partir de fotografías tomadas por Patricia Spinetta, la esposa de Luis Alberto. El frente es completamente púrpura, con una imagen fotográfica parcial de un rostro, muy difícil de ver, que ocupa la mitad inferior. Sobre el ángulo superior izquierdo, en sentido inclinado, está el nombre del artista y del álbum.
La contratapa tiene un diseño y un color diferente, sobre un fondo compuesto por una fotografía de una guitarra eléctrica que parece un negativo.
El sobre interior, además de tener las letras, tiene dos largos textos escritos por Spinetta. El primero es un manifiesto cultural sobre el significado del disco. El segundo es un relato poético del trabajo y del clima en el que se grabó el disco, mencionando incluso que estaban jugando allí los hijos y las esposas de Spinetta y de David Lebón. 
La etiqueta del lado B del disco, tiene una imagen de un kamikaze japonés.

## Los temas
El álbum abre con el tema "Kamikaze" que le da nombre, una canción que comienza con dos pares de acordes disonantes sucesivos que se corresponden con las cuatro primeras sílabas («ca-yó por-fin»), la novena mayor-fa novena mayor y sol novena mayor-mi novena mayor, que la individualizan de inmediato. Está inspirada en los kamikazes japoneses, principalmente a través del libro Los kamikazes: historia de los pilotos suicidas japoneses en la Segunda Guerra Mundial, de Fernando Castro, publicado en 1971. Gabriel Senanes cuenta que Spinetta le trajo el libro para mostrarle lo que decía y cómo Estados Unidos degradó la motivación cultural y existencial del acto suicida de los kamikazes, para tirar la bomba atómica y destruir completamente las ciudades de Hiroshima y Nagasaki. El camino que emprende Spinetta va en sentido contrario de esa actitud de desprecio occidental hacia las manifestaciones de otras culturas, y busca ahondar en la complejidad de la diferencia:

Tengo un libro que es impresionante y explica como surge el guerrero kamikaze, cuales son las formas religiosas que lo inspiran. No es ninguna boludez. Los tipos se ganaban el premio de ser dios en la Tierra, atención. Y así lo creían. A aquellos que ofrecían su vida por la patria, el emperador les dispensaba el título de dioses. Para una tradición totalmente distinta a esa y tomándolo como una cosa que sucedió hace treinta años, es algo que merece respeto de por si, aunque yo no estoy de acuerdo con la muerte de los kamikazes. La letra lo dice, "morir así es en vano". Es decir para la gracia de un universo superior al de los hombres, el kamikaze es nada más que un suicida y como suicida no merece lugar en el reino de los cielos. Pero ojo, que el kamikaze es un noble que se permite a sí mismo la muerte, y de una manera terrible.
Luis Alberto Spinetta

Esa nobleza del acto kamikaze es la que Spinetta expresa ya en la primera estrofa del tema:

Cayó por fin
el noble kamikaze...

Spinetta busca en la canción, y de algún modo en el álbum, criticar la decisión de morir por una causa, "pero sin buscar la manera de hacerlas parecer como deshonrosas":

Y acá viene una frase final en la que me basé: «He aquí la última entrevista a otro expiloto del cuerpo especial de ataque kamikaze: Mi avión estaba preparado junto a los otros cuatro compañeros, entonces llegó el comandante de la base para advertirnos que la voz del Emperador acababa de comunicar el cese de hostilidades. Nos comunicó la noticia llorando. Ahora bien, usted pensará que nos sentimos felices de saber que escapábamos de la muerte a último momento. Hoy estoy feliz, por supuesto, pero entonces mis compañeros y yo nos miramos consternados».

Este libro trae unas historias que te volvés loco. Son hermosísimas. Mi posición ante todo, es de respeto por ese apasionamiento.
Luis Alberto Spinetta

El segundo tema del álbum es "Ella también". Se trata de una bella balada acústica, de sonido y lírica intimista, acompañada solo por la guitarra acústica de Spinetta y el piano de Rapoport. Era uno de los temas de la frustrada ópera rock Señor de las latas, compuesta por Spinetta en 1970 para ser interpretada por Almendra, que finalmente no pudo ser presentada en público, debido a las dificultades internas de la banda que llevaron a su separación.
El psicólogo y escritor uruguayo Agustín Acevedo Kanopa ha escrito sobre esta canción que define como "su tema favorito del Flaco en toda su larga discografía":

La letra me parece excelente, mucho más allá de los juegos de palabras tan interesantes que suele presentar el flaco. Sin quedarme meramente en las imágenes (que me resultan, de hecho, hermosas), tengo una cierta interpretación de la canción. Yo la siento como la idea de un amor idealizado que trasciende la metáfora misma. Es como un amor tan intenso que hace perder el “como si” del lenguaje (para los que estudian psicología, sí, estoy afanando abierta y arbitrariamente a Lacan y a Psicopatología clínica). No se necesita un conector comparativo, la musa sencillamente vive y toma del mundo lo que necesita, siendo tan amada que ni siquiera tiene que hacer pacto con la materialidad de las cosas. Quizás esta es una reflexión más basada en la forma del mismo texto que en el contenido, pero es lo que más me interesó destacar. Habla sobre una persona a la que se ama tanto que el mundo se desdibuja, quedando completamente a merced de la omnipotencia de sus caprichos (“ella también se cansó de este sol/ viene a mojarse los pies a la luna”). No es necesario un lago, ni siquiera un charco en el que se refleje nuestro satélite, ella sencillamente se saltea todos los puentes y las comparaciones, para sencillamente irse a mojarse los pies a la luna. “Yo me recuesto y ella en el final viene a dormirme movida de estrellas”: no interesa realizar mayores disecciones, me quedo con la forma y con las imágenes, siento que se contrasta el “dormir” con “mover”, ella es como el mismo firmamento viviente, que permanece presente en la fantasía, aún en el momento en que el protagonista decide dormirse, como intentando infructuosamente abandonar ese mundo.
Agustín Acevedo Kanopa

El tema fue el cierre de un recital gratuito de Pedro Aznar en la Costanera Sur, dos días después de la muerte de Spinetta, en su homenaje. Durante el tema, al minuto 24 segundos, en el momento que Aznar canta «sube a las hojas y cae hasta el mar», cayó una estrella fugaz detrás del escenario que hizo que el público se expresara masivamente mientras Aznar ve el fenómeno y sacude la cabeza, dando lugar a un aplauso general. El acontecimiento quedó registrado en los videos tomados ese día. El programa La Viola destacaba el fenómeno resaltando la coincidencia entre la canción, su muerte y el fenómeno celestial:

Casualidad o no, la canción de Spinetta termina con la frase: «Yo me recuesto y ella en el final viene a dormirme movida de estrella». Hasta el cielo recordó al gran Luis Alberto Spinetta.

El tercer tema es "Águila de trueno Parte I", seguido de "Águila de trueno Parte II". Ambos temas están dedicados al líder quechua Túpac Amaru II (Gabriel Condorcanqui), que en el siglo XVIII lideró un levantamiento indígena contra el Imperio Español, en el territorio del antiguo Imperio Incaico con sede en Cuzco, para recuperar la independencia. Derrotado, tanto Túpac Amaru, como su esposa Micaela Bastidas y su hijo Hipólito, fueron torturados y mutilados en vida hasta morir. Ambas canciones fueron compuestas en 1978 y estuvieron en la lista de temas para organizar el álbum A 18' del sol, quedando finalmente fuera de la edición final. Los dos temas se relacionan con la idea central del álbum, referida al sacrificio.

Este es un mundo de monedas y cospeles. Y si no que den la cara los que pretendieron sólo el "oro superficial" que pudiese esconder el alma de un hombre ultrajado como el cacique Tupac Amarú.
Luis Alberto Spinetta (sobre interior del álbum Kamikaze).

"Águila de trueño Parte I" tiene una tonalidad musical andina. La letra tiene dos partes: en la primera es el propio Túpac Amaru que habla en primera persona, mientras es descuartizado por los españoles, invocando al «águila de trueno» para que vaya a consolarlo; y en la segunda, un narrador colectivo pide que suenen los tambores y las campanas para «pedirle a Gabriel que se junte con su cuerpo, que junte su pobre cuerpo, que responda por nosotros».
"Águila de trueno Parte II" tiene una melodía que abandona los rasgos andinos de la primera parte y adopta un tono íntimo. Ahora es Spinetta el que habla con Túpac Amaru, mientras lo torturan: «te diré que te sentí llorar».

El desmembramiento del Inca se describe dolorosamente, pero a Spinetta parece importarle otra cosa: su constitución en líder espiritual de su pueblo: “Este cuero ya se agota / pero no mi fe”. La canción no dirige su atención solo a lo que le hacen a Tupac Amaru sino también, y sobre todo, a lo que Tupac Amaru puede hacer ahora que la historia ha pasado sobre él: juntar su cuerpo y, principalmente, responder por los suyos.
José Miccio

El quinto tema es "Almendra", "delicioso" tema instrumental en el que Spinetta y Eduardo Martí, fotógrafo, amigo y director de muchos de sus videos, interpretan en dúo de guitarras Ovation una composición que realizaron juntos y que evoca a la histórica banda Almendra, en la que se inició la historia grande de Spinetta.
El sexto tema es "Barro tal vez" una notable zamba con aire de rock que Spinetta había compuesto a los quince años, en la que el músico expresa el significado existencial de componer y cantar sus canciones, hasta el punto de fusionarse con la música y volverse canción, "barro tal vez". Durante toda la canción se escucha un fondo de grillos, perfectamente audibles al inicio, debido a que el tema fue grabado en el jardín de noche. Spinetta hace una referencia a esto en uno de los textos del sobre interior del disco, donde dice "los grillos y las ranas en múltiples estéreos para la zamba final".
El músico Mex Urtizberea ha dicho de esta canción:

El tema de Spinetta para mí es “Barro tal vez”. Me impresionó mucho desde siempre: lo compuso muy joven, tengo entendido que a los 14 años. No entendía bien cómo alguien a esa edad podía escribir algo así... En realidad, lo fui a ver bastante a Spinetta en general. “Barro tal vez” me volvía loco. La primera vez que la escuché fue en el auditorio de la Universidad de Belgrano, en la calle Federico Lacroze. Debe haber sido en el ’79, ’80, por ahí. Había shows. Y él fue a tocar un par de veces, solo con la guitarra. Fui a verlo las dos veces y “Barro tal vez” me partió la cabeza las dos veces... Era muy raro que escriba algo así. Y divino a la vez. Me mató, no lo podía creer. Como no se había editado todavía, seguía manteniéndola en mi cabeza, porque me había encantado, tocándola o sacando los acordes. La canción parece simple, pero es muy profunda. Todo lo que le va pasando con la música y con lo que tiene para decir. Es una canción muy genuina de su obra: esas melodías divinas y esas letras de un vuelo poético que te tiene que gustar, porque es muy particular.
Mex Urtizberea

El séptimo tema, primero del lado B en el disco original, es "¡Ah, basta de pensar!", una canción que interpreta solo con su guitarra y que data de la época de Artaud. El filósofo Alejandro Rozitchner ha dicho sobre este tema:

«Ah, basta de pensar» es el título de una canción de Spinetta, mientras que en otra, «Umbral», dice «estás perdiendo el tiempo, pensando, pensando ... » Según esta consideración todo lo bueno es espontáneo. La transformación expresiva que el rock propone parece empezar justo allí donde termina la conciencia, «esa abuela que regula al mundo»... Al mismo tiempo que el rock realiza esta denuncia del pensamiento, sin embargo, se entrega a él de muchas maneras distintas. Spinetta, que nos sirvió como ejemplo en el primer caso, vuelve a servirnos de ejemplo en el segundo. Nadie más pensador que él en sus reportajes, en su mirada del mundo, nadie más entrelazador de su obra con experiencias de interpretación del mundo.
Alejandro Rozitchner

El octavo tema es "La aventura de la abeja reina". Se trata de un relato, de un cuento, con formato de fábula. Una abeja ingresa a una caverna, un mundo de "silencio total" («oh mi Dios!, pero esto es el infierno!») en el que una voz deformada le dice que jamás podrá escapar. Pero la abeja rompe los acertijos y escapa. «En ese instante comprendí que explicar esto a alguien sería inútil». Es un tema destacado del cancionero spinetteano que suele ser mencionado por sus admiradores.
El noveno tema es "Y tu amor es una vieja medalla". El eje del tema es el amor, emoción central en la vida y la obra de Spinetta, que en este caso se presenta como algo que fue valioso y debe ser recuperado.
El décimo es "Quedándote o yéndote", compuesto con Eduardo Martí, destacado también en su cancionero, con una melodía muy dulce y una letra existencial sobre la vida que sigue su curso, «quedándote o yéndote». Hay una versión muy emotiva grabada después de la muerte de Spinetta, cantada por su hija Vera, acompañada al piano por Fer Isella, que integra el documental Argentina, 200 años de música. El músico Guillermo Vadalá la eligió como su canción favorita:

“Quedándote o yéndote” tiene una letra genial, inspirada, que habla sobre la vida y la naturaleza. Es una de esas letras que te llega, y la música es súper dulce. Un punto muy alto en la inspiración de Luis, un tema que es piano y voz nada más, lo que logra un efecto muy intimista.
Guillermo Vadalá

"Casas marcadas" es el último tema del álbum y el más largo del álbum con 5:11. Otro bello tema lento, con expresiones líricas de impacto: «deja que la luz te brille, que brille toda tu vida». El tema y el álbum terminan con ruidos electrónicos que tapan el canto y la música, y medios de comunicación mal sintonizados, marcando el contraste con un álbum acústico y bucólico.

## Texto de Spinetta en el álbum
En el sobre interno del álbum original del disco de vinilo, Spinetta incluyó dos textos propios. El primero está referido al significado del álbum y el segundo a sus vivencias mientras era realizado.

## Lista de canciones
Todas las canciones fueron compuestas por Luis Alberto Spinetta, excepto donde se indica.

| N.º   | Título                                                                    | Duración |  |
| 1.    | «Kamikaze» (Compuesta en 1976)                                            | 3:15     |  |
| 2.    | «Ella también» (Compuesta en 1969)                                        | 4:06     |  |
| 3.    | «Águila de trueno Parte I» (Compuesta en 1974)                            | 2:58     |  |
| 4.    | «Águila de trueno Parte II» (Compuesta en 1974)                           | 1:23     |  |
| 5.    | «Almendra» (instrumental; compuesta por Spinetta y Eduardo Martí en 1975) | 2:43     |  |
| 6.    | «Barro tal vez» (Compuesta en 1965)                                       | 3:22     |  |
| 7.    | «¡Ah, basta de pensar!» (Compuesta en 1972)                               | 2:45     |  |
| 8.    | «La aventura de la abeja reina» (Compuesta en 1976)                       | 4:57     |  |
| 9.    | «Y tu amor es una vieja medalla» (Compuesta en 1978)                      | 2:48     |  |
| 10.   | «Quedándote o yéndote» (compuesta por Spinetta y Martí en 1975)           | 3:32     |  |
| 11.   | «Casas marcadas» (Compuesta en 1974)                                      | 5:52     |  |
| 37:00 |                                                                           |          |  |

## Músicos
- Luis Alberto Spinetta: Guitarra acústica Ovation, platillos, efectos y voz.
- Diego Rapoport: Piano Yamaha, Piano Rhodes, Mini Moog y OBX-8 en temas 2, 6, 8, 10 y 11.
- Eduardo Martí: Guitarra acústica Ovation en tema 5.
- David Lebón: Percusión de banqueta en tema 4.

## Ficha técnica
- Ingeniero de Sonido: Gustavo Gauvry y Amilcar Gilabert.
- Mezclado: Gustavo Gauvry.
- Productor Ejecutivo: Alberto Ohanian.
- Equipamiento: Juan Carlos Camacho.